# ATP Challenger Cosenza
Das ATP Challenger Cosenza (offiziell: Cosenza Challenger) war ein Tennisturnier, das 1980 einmalig in Cosenza, Italien, stattfand. Es gehörte zur ATP Challenger Tour und wurde im Freien auf Sand gespielt.

## Liste der Sieger

### Einzel
| Jahr | Sieger        | Finalgegner       | Ergebnis |
| ---- | ------------- | ----------------- | -------- |
| 1980 | Ricardo Ycaza | Alejandro Pierola | 6:1, 6:4 |

### Doppel
| Jahr | Sieger                | Finalgegner                    | Ergebnis |
| ---- | --------------------- | ------------------------------ | -------- |
| 1980 | Ernie Ewert Brad Guan | Ismail El Shafei Ricardo Ycaza | 7:6, 6:3 |